# 21 (getal)
Eenentwintig is een hoofdtelwoord dat staat voor de waarde één meer dan twintig, en wordt in het decimale stelsel geschreven als 21. Eenentwintig gaat vooraf aan 22.

## Wiskunde
Eenentwintig is
- de som van de getallen 1 tot en met 6, en daarmee ook de optelsom van de ogen op een standaard dobbelsteen.
- een Fibonaccigetal,
- een Harshadgetal,
- een Motzkingetal,
- een driehoeksgetal,
- een achthoeksgetal,
- een getal uit de rij van Padovan,
- een samengesteld getal, waarvan de zuivere delers zijn 1, 3, 7 en 21.

## Natuurwetenschap
- Het atoomnummer van scandium.

## Tijdsrekening
- Het jaar 21 B.C., het jaar A.D. 21, 1921 of 2021
- Eenentwintig uur (21.00 uur) is negen uur in de avond.

## Numerologie
- In de getallensymboliek geldt 21 (het product van 3 x 7) als een heilig getal.

## Amusement
- Eenentwintigen, een aan blackjack verwant kaartspel waarbij de spelers net onder of op 21 punten moeten komen. Op dit spel is het kansspel 21 gebaseerd, een Belgisch krasspel.
- Elke speler krijgt bij het spel Blokus 21 stenen.
- De film 21 uit 2008 met Kevin Spacey, Laurence Fishburne en Kate Bosworth
- Het album "21" van Adele
- Er is een internetmeme, waarin een man vraagt 'What's 9+10?' en een kind '21!' antwoord.

## Overig
- De leeftijd waarbij iemand vroeger meerderjarig werd
- Het gewicht in gram van een ziel volgens de Amerikaanse arts Duncan MacDougall